# Hashimura Togo
Hashimura Togo es una película cómica de 1917 dirigida por William C. deMille, escrita por Marion Fairfax y Wallace Irwin, y protagonizada por Sessue Hayakawa, Florence Vidor, Mabel Van Buren, Walter Long, Tom Forman y Raymond Hatton. La película se estrenó el 19 de agosto de 1917 por Paramount Pictures.

## Reparto
- Sessue Hayakawa como Hashimura Togo
- Florence Vidor como Corinne Reynolds
- Mabel Van Buren como Mrs. Reynolds
- Walter Long como Carlos Anthony
- Tom Forman as Dr. Garland
- Raymond Hatton como un reportero
- Ernest Joy como el fiscal del distrito
- Margaret Loomis como O. Noto San
- Kisaburo Kurihara como Awoko
- Horin Konishi como Nichi